# برايان ديفيس (لاعب كرة قدم أمريكية)
برايان ديفيس (بالإنجليزية: Brian Davis)‏ هو لاعب كرة قدم أمريكية أمريكي، ولد في 31 أغسطس 1963 في فينيكس في الولايات المتحدة.

## وصلات خارجية
- برايان ديفيس على موقع مرجع كرة القدم المحترفة.كوم (الإنجليزية)